# Akram Al-Nur
Akram Abdulá Al-Nur –en árabe, أكرم عبدالله النور– (nacido el 3 de diciembre de 1987) es un deportista yemení que compitió en taekwondo. Ganó una medalla de bronce en los Juegos Asiáticos de 2002 en la categoría de –54 kg.

## Palmarés internacional
| Juegos Asiáticos | Juegos Asiáticos      | Juegos Asiáticos  | Juegos Asiáticos |
| Año              | Lugar                 | Medalla           | Categoría        |
| ---------------- | --------------------- | ----------------- | ---------------- |
| 2002             | Busan (Corea del Sur) | Medalla de bronce | –54 kg           |